# Ꚕ
Pour les articles homonymes, voir HWE.
Ne doit pas être confondu avec la lettre latine h crocheté ‹ Ɦ, ɦ ›.
Ꚕ (minuscule : ꚕ), appelé hwe, est une lettre additionnelle de l’alphabet cyrillique qui était utilisée dans l’écriture de l’abkhaze, aujourd’hui remplacée par le digramme ‹ ҳә › représentant une consonne fricative pharyngale sourde labialisée /ħʷ/.
Il s’agit d’un chha ‹ Һ һ › diacritée d’un crochet (le chha représentait en abkhaze une consonne fricative pharyngale sourde /ħ/).

## Utilisation

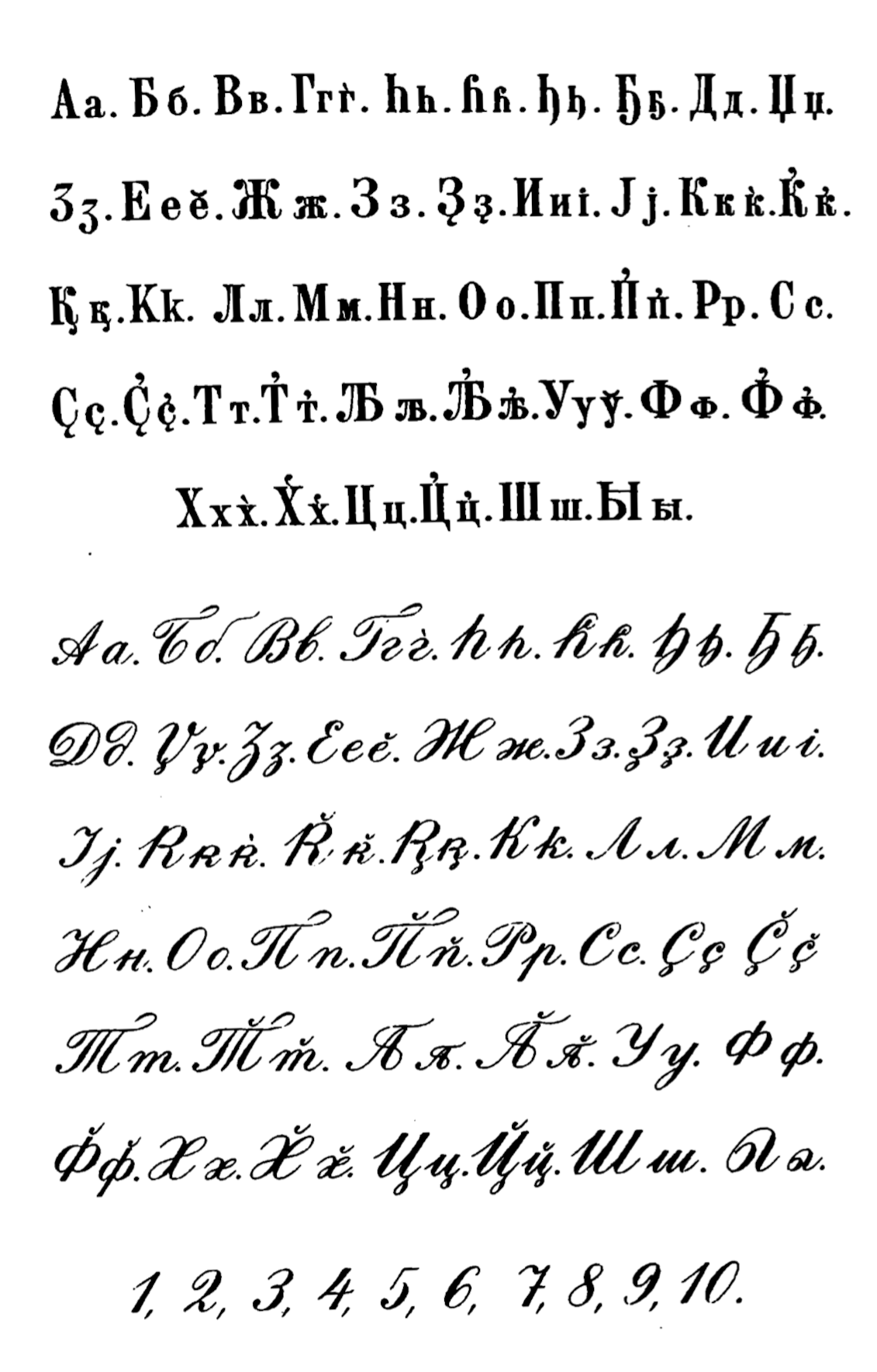
Alphabet kabarde de l’abécédaire de Tambiev 1906.

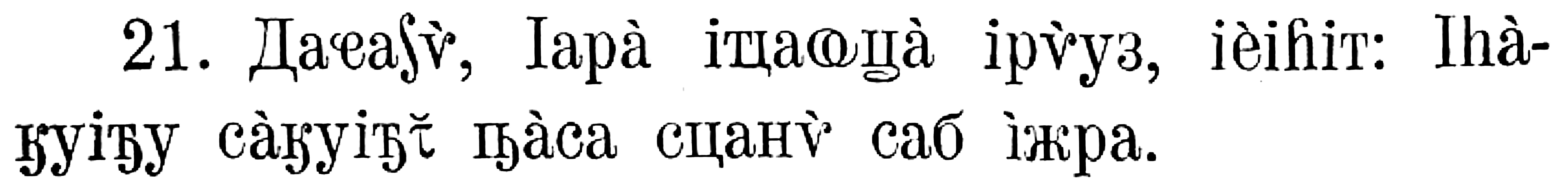
Matthieu 8:21 dans les Évangiles en abkhaze publiés en 1912.

## Représentations informatiques
Le hwe peut être représenté avec les caractères Unicode suivants :
| formes    | représentations | chaînes de caractères | points de code | descriptions                    |
| --------- | --------------- | --------------------- | -------------- | ------------------------------- |
| capitale  | Ꚕ               | Ꚕ                     | U+A694         | lettre majuscule cyrillique hwe |
| minuscule | ꚕ               | ꚕ                     | U+A695         | lettre minuscule cyrillique hwe |